# Джакупов, Кабибулла Кабенович
Кабибулла́ Кабе́нович Джаку́пов (каз. Қабиболла Қабенұлы Жақыпов, род. 16 сентября 1949, пос. Казталовка, Казталовский район, Западно-Казахстанская область, Казахская ССР) — государственный деятель Казахстана, спикер Мажилиса Парламента Республики Казахстан в 2014—2016 годах.

## Биография
Окончил Целиноградский инженерно-строительный институт.
Свою деятельность начинал в родном поселке Казталовка.
С 1972 прораб, позднее главный инженер, затем начальник ПМК-811 треста «Уральсксельстрой» № 8.
С 1977 по 1981 работал главным инженером треста «Уральскколхозстрой». 
В 1981 Джакупов К. К. стал заместителем председателя исполкома Уральского городского Совета народных депутатов КазССР.
В 1983 избран председателем исполкома Промышленного районного Совета народных депутатов города Уральска.
В 1987 назначен первым секретарём Ленинского райкома Компартии Казахстана города Уральска.
С 1991 работал председателем исполкома Уральского городского Совета народных депутатов КазССР.
С января 1993 по январь 2001 (в течение 8 лет) — аким Западно-Казахстанской области.
В 2001 назначен первым вице-министром министерства транспорта и коммуникаций РК.
В 2003 назначен на должность заместителя руководителя канцелярии премьер-министра РК — представителя правительства в Сенате Парламента РК.
Депутат Мажилиса Парламента РК четвёртого, пятого и шестого созывов.
12 сентября 2012 года был избран вице-спикером Мажилиса.
В апреле 2014, депутаты нижней палаты парламента РК избрали Джакупова на должность председателя Мажилиса. В марте 2016 г. оставил должность в связи с истечением срока полномочий Мажилиса шестого созыва.

## Награды
- Орден «Барыс» 1 степени (2024)[4].
- Орден «Барыс» 2 степени (2015).
- Орден Парасат (2009).
- Орден Курмет.
- Орден «Содружество» (19 мая 2016 года, Межпарламентская ассамблея СНГ) — за активное участие в деятельности Межпарламентской Ассамблеи и её органов, вклад в укрепление дружбы между народами государств — участников Содружества Независимых Государств[5][6].
- Медаль «МПА СНГ. 25 лет» (27 марта 2017 года, Межпарламентская ассамблея СНГ) — за заслуги в деле развития и укрепления парламентаризма, за вклад в развитие и совершенствование правовых основ функционирования Содружества Независимых Государств, укрепление международных связей и межпарламентского сотрудничества[7].